# Геологія Намібії
Геологія Намібії

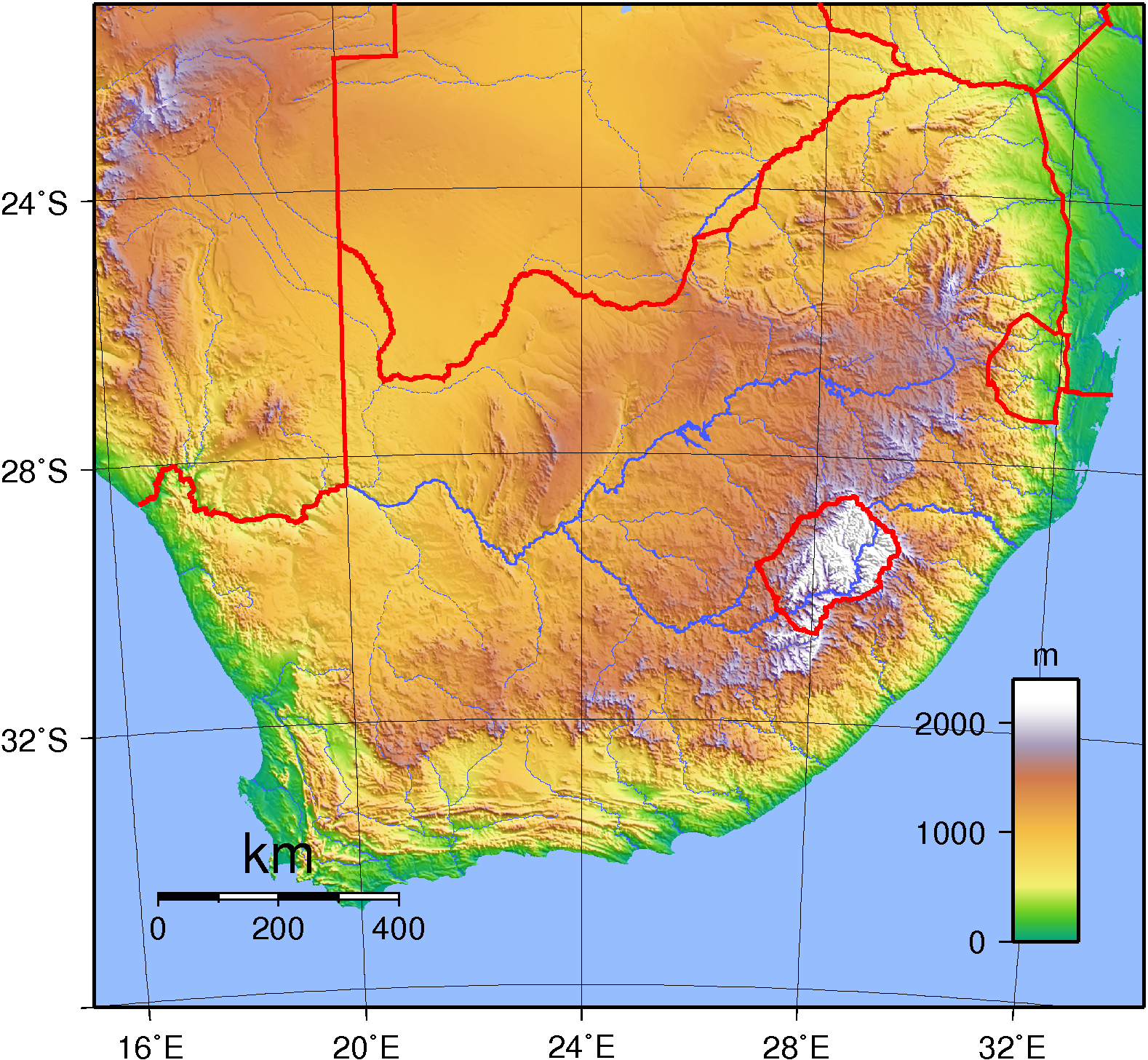
Топографічна карта Південної Африки

У північних і південних районах узбережжя складене щебенисто-галечним матеріалом, а в центральних — піщаним.
На сході у пустелі Наміб і в районі Великого Уступу підносяться численні останцеві плато і гори висотою до 2579 м, складені гранітами, найвища точка країни.
Великий Уступ служить західним кордоном плоскогір'я, складеного кристалічними породами, переважно гранітами і гнейсами, які місцями перекриті кварцитами, пісковиками і вапняками. Плоскогір'я полого знижується в глибінь материка і розчленоване на окремі масиви (Каоко, Овамбо, Дамара, Нама і інш.) тектонічними западинами. Найбільша з тектонічних западин — Калахарі — знаходиться на висоті бл. 900 м над р.м. Вона виконана червоними і білими пісками, що перекривають кристалічні породи фундаменту. Піски утворюють дюни висотою до 100 м.
На півночі Намібії в безстічній улоговині знаходиться солончак Етоша площею бл. 5 тис. км². — найбільший в Африці. Коли його плоске дно, покрите вапняно-глинистою кіркою, раз на декілька років заливається водою, утворюється тимчасове озеро глибиною до 1,5 м. Тут здавна ведеться видобуток солі.